# Stadtbefestigung Weitra

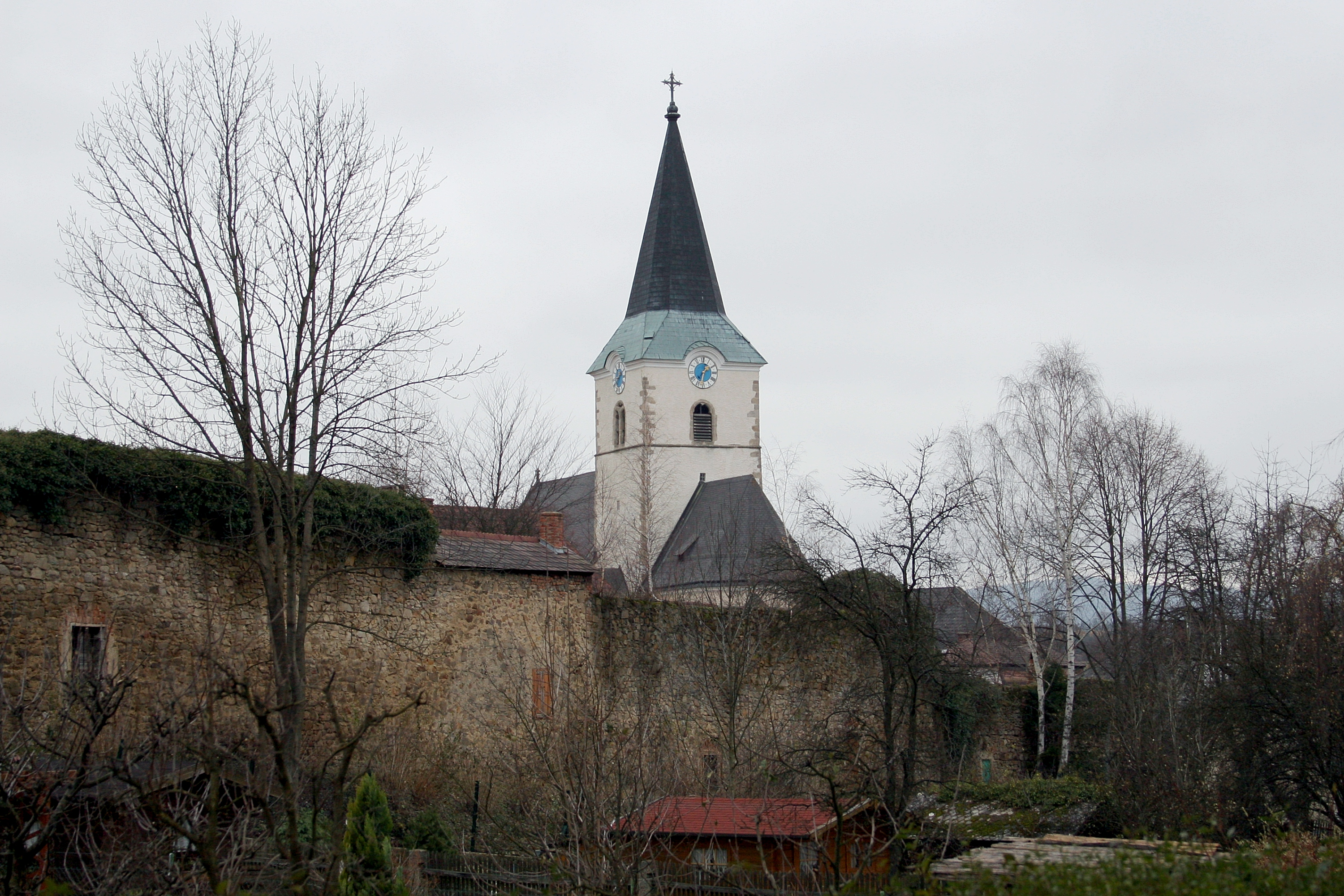
Stadtbefestigung Weitra

Bei der Stadtbefestigung Weitra handelt es sich um die weitgehend erhaltene mittelalterliche Stadtmauer der Stadt Weitra in Niederösterreich.

## Geschichte
Die Stadtbefestigung wurde 1292 urkundlich genannt. Die Stadtmauer verläuft westlich entlang einer Geländestufe zum Grünbach und zur Lainsitz. Nordseitig und ostseitig war die Stadtmauer anfangs durch Gräben gesichert. Im Südwesten, Osten und Norden wurden im 15. Jahrhundert die Stadtmauern mit vorgelegten Zwingern zusätzlich gesichert. Diese Zwinger wurden in der 2. Hälfte des 18. Jahrhunderts wieder entfernt. Im Norden in einer spornartigen Ausweitung um die Pfarrkirche Weitra ist im Norden und Südwesten der Zinnenabschluss der Stadtmauer erhalten. Der südwestliche Abschnitt der Stadtmauer wurde mit den urkundlichen Nennungen 1431 und 1494 mit fünf eingebundenen Rundtürmen verstärkt.